# Serie A1 1981/82
Die Saison 1981/82 war die 48. Spielzeit der Serie A, der höchsten italienischen Eishockeyspielklasse. Meister wurde zum insgesamt sechsten Mal in der Vereinsgeschichte der HC Bozen.

## Modus
Zunächst bestritten die acht Mannschaften eine gemeinsame Hauptrunde. Die vier bestplatzierten Mannschaften qualifizierten sich für die Finalrunde, in der der Meister ausgespielt wurde. Für einen Sieg erhielt jede Mannschaft zwei Punkte, bei einem Unentschieden gab es einen Punkt und bei einer Niederlage null Punkte.

## Hauptrunde
Abkürzungen: Sp = Spiele, S = Siege, U = Unentschieden, N = Niederlagen
|    | Klub              | Sp | S  | U | N  | Tore    | Punkte |
| -- | ----------------- | -- | -- | - | -- | ------- | ------ |
| 1. | HC Bozen          | 32 | 29 | 2 | 1  | 281:107 | 60     |
| 2. | EV Bruneck        | 32 | 18 | 5 | 9  | 143:125 | 41     |
| 3. | HC Asiago         | 32 | 17 | 6 | 9  | 198:160 | 40     |
| 4. | HC Gröden         | 32 | 17 | 2 | 13 | 169:128 | 36     |
| 5. | HC Meran          | 32 | 16 | 4 | 12 | 193:179 | 36     |
| 6. | SG Cortina        | 32 | 12 | 3 | 17 | 162:169 | 27     |
| 7. | HC Alleghe        | 32 | 9  | 6 | 17 | 122:166 | 24     |
| 8. | HC Valpellice     | 32 | 9  | 0 | 23 | 151:270 | 18     |
| 9. | AS Mastini Varese | 32 | 2  | 2 | 28 | 109:224 | 6      |

### Beste Scorer
Abkürzungen: Sp = Spiele, T = Tore, V = Assists, Pkt = Punkte, SM = Strafminuten; Fett: Bestwert
| Spieler          | Mannschaft | Sp | T  | V  | Pkt | SM |
| ---------------- | ---------- | -- | -- | -- | --- | -- |
| Ron Chipperfield | HC Bozen   | 30 | 78 | 50 | 128 | 40 |
| Tom Ross         | HC Asiago  | 32 | 55 | 65 | 120 | 20 |
| Cary Farelli     | HC Meran   | 32 | 52 | 66 | 118 | 72 |
| Thomas Milani    | HC Asiago  | 32 | 60 | 51 | 111 | 20 |
| Dan D’Alvise     | HC Meran   | 32 | 45 | 65 | 110 | 12 |
| Kim Gellert      | HC Gröden  | 38 | 51 | 49 | 100 | 60 |
| John Bellio      | HC Bozen   | 31 | 30 | 58 | 88  | 52 |
| Martin Pavlu     | HC Bozen   | 31 | 33 | 54 | 87  | 10 |
| Rick Bragnalo    | EV Bruneck | 32 | 33 | 48 | 81  | 63 |
| David Tomassoni  | HC Meran   | 32 | 19 | 59 | 78  | 36 |

## Finalrunde
|    | Klub       | Sp | S | U | N | Tore  | Punkte | Bonuspunkte |
| -- | ---------- | -- | - | - | - | ----- | ------ | ----------- |
| 1. | HC Bozen   | 6  | 5 | 0 | 1 | 40:15 | 14     | 4           |
| 2. | EV Bruneck | 6  | 4 | 1 | 1 | 25:18 | 12     | 3           |
| 3. | HC Asiago  | 6  | 2 | 0 | 4 | 24:42 | 6      | 2           |
| 4. | HC Gröden  | 6  | 0 | 1 | 5 | 17:31 | 2      | 1           |

### Beste Scorer
| Spieler          | Mannschaft | Sp | T  | V | Pkt | SM |
| ---------------- | ---------- | -- | -- | - | --- | -- |
| Ron Chipperfield | HC Bozen   | 6  | 10 | 8 | 18  | 10 |
| Rick Bragnalo    | EV Bruneck | 6  | 7  | 8 | 15  | 2  |
| Tom Ross         | HC Asiago  |    | 7  | 7 | 14  |    |
| Martin Pavlu     | HC Bozen   |    | 6  | 6 | 12  |    |
| Michael Mair     | HC Bozen   |    | 5  | 7 | 12  |    |
| Thomas Milani    | HC Asiago  |    | 4  | 7 | 11  |    |
| Norbert Prünster | HC Bozen   |    | 4  | 6 | 10  |    |
| Guido Tenisi     | EV Bruneck |    | 3  | 7 | 10  |    |

## Meistermannschaft
John Bellio – Bruno Bertiè – Ron Chipperfield – Hubert Gasser – Norbert Gasser – Manfred Gatscher – Mirko Janeselli – Bernhard Mair – Michael Mair – Gino Pasqualotto – Martin Pavlu – Norbert Prünster – Jakob Ramoser – Luciano Sbironi – Herbert Strohmair – Giorgio Tigliani – Moreno Trisorio. Trainer: Jaroslav Pavlu.